# أماندا كروس
أماندا كروس (بالإنجليزية: Amanda Cross) هي مجدفة أسترالية، ولدت في القرن العشرين.

## وصلات خارجية
- أماندا كروس على موقع الاتحاد الدولي للتجديف (الإنجليزية)